# Concerto da camera (Honegger)
Het Concerto da camera pour flûte, cor anglais et orchestre à cordes (H 196) (Kamerconcert voor fluit, althobo en strijkorkest) is een soloconcert in drie delen voor de ongebruikelijke combinatie van fluit, althobo en strijkorkest van de Frans-Zwitserse componist Arthur Honegger, geschreven aan het einde van zijn carrière in 1948.
Toen Honegger op tournee was in de Verenigde Staten kreeg hij in juli 1947 een compositieopdracht van de Amerikaanse kunstmecenas Elizabeth Sprague Coolidge voor een stuk, een sonate of een kamermuziekwerk met een solistische rol voor de althobo. Als solist had ze Louis Speyer in gedachten, althoboïst van het Boston Symphony Orchestra, aan wie het stuk is opgedragen. Honegger accepteerde de opdracht begin augustus, waarbij hij de voorkeur gaf aan een stuk in de vorm van een soloconcert. Juist toen kreeg hij echter voor het eerst last van angina pectoris, waardoor hij uiteindelijk ook zijn carrière moest beëindigen. Op 21 augustus kreeg hij een afsluiting van een van zijn kransslagaders en kwam zijn vrouw over naar de Verenigde Staten. Honegger herstelde, maar moest zijn tournee afzeggen, waarin eigenlijk ook Zuid-Amerika was opgenomen. In november keerde hij terug naar Frankrijk, noodzakelijkerwijs per boot. Op twee orkestraties na zou hij geen muziek schrijven tot na een vakantie met zijn gezin en dat van Paul Sacher in Ierland in de zomer van 1948. Meteen daarna begon hij met schrijven van het Concerto da Camera. Hij eindigde het rustieke, landelijke eerste deel (Allegretto amabile) in augustus, het tweede deel (Andante) in september en de finale (Vivace) op 28 oktober.
Honegger beschreef de delen als volgt: "Het eerste deel is gebaseerd op zeer simpele thema's met een volks karakter die uitsteken boven de achtergrond van strijkersharmonieën waar ze hit oprijzen. Het Andante bevat een melodisch thema, dat van plechtig verandert in scherpe en briljante in een sfeer van melancholieke kalmte. De finale heeft het gevoel van een scherzo." De solisten spelen grotendeels in contrapunt, meer dan in imitatie en  dialoog, vooral in het tweede deel waar de fluit flattert in 32e noten over en om de warme expressieve lijnen van de althobo. 
Het stuk duurt ongeveer 17 minuten en is beschreven als dat het "de tonale verbanden verbreekt zonder het oor van de luisteraar ook maar het minst te shockeren" en als "gracieus voor de speler en aangenaam voor de luisteraar". Het tweede deel is wel vergeleken met een dankgebed met de dankbaarheid van iemand die een bijna fatale ziekte heeft overleefd.
De première was op 6 mei 1949 in Zürich, met André Jaunet, fluit en Marcel Saillet op althobo, begeleid door het Collegium Musicum Zürich onder leiding van Honeggers vriend Paul Sacher. De eerste Amerikaanse uitvoering was in april 1950 in Minneapolis met de dirigent Henry Denecke en het Northwest Sinfonietta kamerorkest.